# Iyo

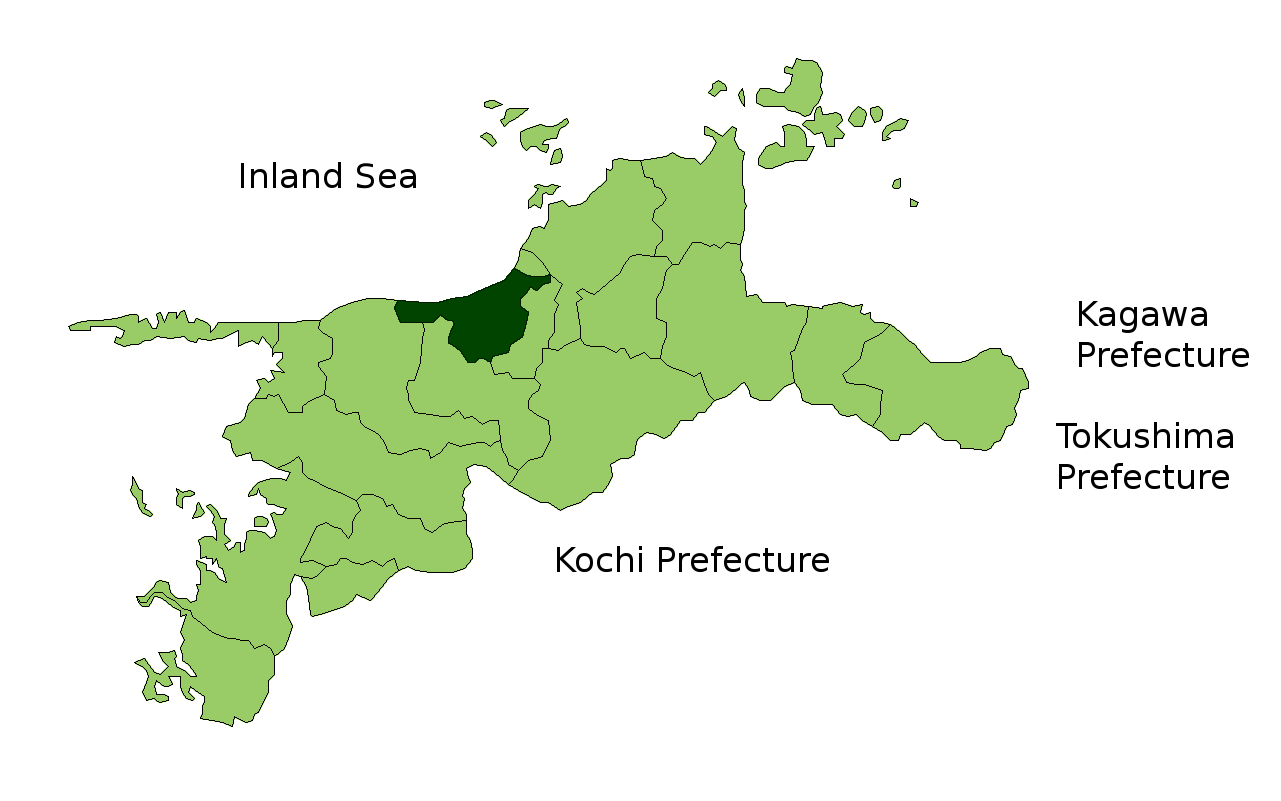

Iyo (伊予市 Iyo-shi?) este un municipiu din Japonia, prefectura Ehime.